# Raymond-Joseph Loenertz
Raymond-Joseph Loenertz (Luxemburgo, 10 de junio de 1900-París, 31 de agosto de 1976), fue un historiador dominico luxemburgués.
Originario del Gran Ducado de Luxemburgo, Raymond-Joseph Loenertz entró en la orden dominicana. Estudió en el instituto histórico dominicano desde 1930.
Su trabajo se centró en la historia de la orden dominicana y las relaciones entre el Imperio bizantino y Occidente.

## Trabajos
- La Société des Frères Pérégrinants I: étude sur l'Orient dominicain, Romae : ad S. Sabinae , 1937
- Les Recueils de lettres de Démétrius Cydonès.  Biblioteca apostolica vaticana , 1947
- Athènes et Néopatras: registres et notices pour servir à l'histoire des duchés catalans (1311-1394), [Roma: Istituto Storico Domenicano], 1955
- Les Ghisi, dynastes vénitiens dans l'archipel, 1207-1390; con la ayuda de Peter Schreiner, Firenze: L. S. Olschki , 1975
- Byzantina et franco-graeca: articles parus de 1935 à 1966; reedición con la colaboración de Peter Schreiner / Roma : Ed. di storia e letteratura, 1970
- Byzantina et franco-graeca: articles choisis parus de 1936 à 1969; reeditado con la colaboración de P.M. de Contenson, Enrica Follieri y Peter Schreiner, Roma: Edizioni di storia e letteratura, 1978